# Amen (chanson de Vincent Bueno)
Pour les articles homonymes, voir Amen (homonymie).
Chansons représentant l'Autriche au Concours Eurovision de la chanson
Alive
(2020)
Singles de Vincent Bueno
Alive
(2020)
Amen est une chanson interprétée par Vincent Bueno.
Elle est sélectionnée pour représenter l'Autriche au Concours Eurovision de la chanson 2021, à l'issue d'une sélection interne, le 10 mars 2021.